# Newark (Arkansas)
Newark es una ciudad ubicada en el condado de Independence en el estado estadounidense de Arkansas. En el Censo de 2010 tenía una población de 1176 habitantes y una densidad poblacional de 259,91 personas por km².

## Geografía
Newark se encuentra ubicada en las coordenadas 35°42′30″N 91°26′36″O / 35.70833, -91.44333. Según la Oficina del Censo de los Estados Unidos, Newark tiene una superficie total de 4.52 km², de la cual 4.52 km² corresponden a tierra firme y (0%) 0 km² es agua.

## Demografía
Según el censo de 2010, había 1176 personas residiendo en Newark. La densidad de población era de 259,91 hab./km². De los 1176 habitantes, Newark estaba compuesto por el 95.15% blancos, el 1.45% eran afroamericanos, el 0.43% eran amerindios, el 0% eran asiáticos, el 0% eran isleños del Pacífico, el 2.04% eran de otras razas y el 0.94% pertenecían a dos o más razas. Del total de la población el 2.47% eran hispanos o latinos de cualquier raza.